# 폴 러스트
폴 로버트 러스트(Paul Robert Rust, 1981년 4월 12일 - )는 미국의 배우, 희극인 및 각본가이다.

## 어린 시절
러스트는 아이오와주 르마스에서 진과 밥 러스트 사이에서 태어났다. 가톨릭 신자로 자랐으며 겔른 가톨릭 고등학교에 다녔다. 그의 어머니는 르마스 커뮤니티 하이스쿨의 교사였으며, 아버지는 서부극 상품과 신발 수리 가게를 보유했다. 그는 2004년 5월에 아이오와 대학교를 졸업했다.
인터뷰에서 러스트는 어린 시절 강박장애를 겪었다고 마크 마론에게 말했다.

## 경력
러스트는 로스앤젤레스의 업라이트 시티즌스 브리게이드 극장 (UCB)의 스탠드업 코미디언 및 스케치 코미디언으로 유명하다. UCB에서 그는 현재 스케치 코미디 그룹 A Kiss From Daddy와 Last Day of School의 일원이기도 하다. 그는 《바스터즈: 거친 녀석들》,  《애스 백워즈》,   《프릭 댄스》,  《페이퍼 하트》,  《세미-프로》등의 영화에 출연했다. 그는 영화 《아이 러브 유, 베스 쿠퍼》에 주연으로 출연하며, 2009년 여름 그의 프로필에서 가장 뛰어난 배우 역할을 하였다. 러스트는 《휴먼 자이언트》, 《모랄 오렐》 등의 티비 프로그램의 각본을 쓰기도 했다. 러스트와 희극인 샤린 이는 2006년에 밴드 The Glass Beef를 결성했다. 이 둘은 하키의 노래 Song Away의 뮤직 비디오 같이 출연하기도 했다. 그는 동료 희극인 마이클 캐새디, 나중에는 해리스 위텔스와 함께한 코미디 락 트리오 Don't Stop or We'll Die에서 리드 싱어이자 리드 베이스를 맡고 있다.
2010년 11월 러스트는 맷 베서가 기획 및 출연한 코미디 센트럴의 스케치 코미디 This Show Will Get You High에 출연했다. 그와 폴 루번스는 2016년에 공개된 피위 허먼 영화 피위의 빅 홀리데이의 공동 각본을 썼다.
러스트는 t appears as a frequent guest on the 코미디 뱅! 뱅!에 잦은 게스트로 출연하며, 그곳에서 "New No-Nos" 프로로 잘 알려져 있다. 그는 IFC의 코미디 뱅! 뱅!의 각본을 썼었고 2013년에는 넷플릭스에서 부활하는 못말리는 패밀리 네 번째 시즌의 각본가 및 줄거리 편집자 역을 맡았다.
러스크는 2016년 2월에 공개된 저드 애퍼타우가 제작하는 넷플릭스의 드라마  러브에 출연했다. 러스트는 그의 부인 레슬리 아핀과 함께 이 프로그램을 공동 연출하였다.